# Heinz-Otto Müller-Erbach
Heinz-Otto Müller-Erbach (* 2. März 1921 in Bremen; † 14. Juni 1984 in Erbach (Odenwald)) war ein deutscher Maler.

## Biografie
Müller-Erbach studierte nach einer Malerlehre an der nordischen Kunsthochschule Bremen. Von 1940 bis 1945 war er Soldat. Seit 1946 wohnte er in Erbach/Odw. In dieser Zeit erhielt er zahlreiche Aufträge im Bereich Kunst am Bau. Seit 1953 war er Mitglied der Neuen Darmstädter Sezession.
Studienreisen führten ihn nach Frankreich, Spanien, Italien, Griechenland und in die Türkei. 1978 wurde er Mitglied im Künstlerbund Rhein-Neckar.
Seit 1952 zeigte er seine Werke in 48 Einzelausstellungen. Bis zu seinem Tod war er darüber hinaus an Ausstellungen der Neuen Darmstädter Sezession und des Künstlerbundes Rhein-Neckar beteiligt. Seine Werke befinden sich in vielen öffentlichen und privaten Sammlungen.  